# Orodara
Orodara é a capital da Província de Quenedugu, localizada na região de Altas Bacias.